# 鳥取縣公安委員會
鳥取縣公安委員会（日语：／ Tottoriken kō'an-i'inkai */?）是由鳥取縣知事所轄，負責管理鳥取縣警察的行政委員會，由3名委員組成。

## 委員
- 委員長
  - 松本典子
- 委員
  - 增谷立夫
  - 小谷文夫

## 下部組織
- 鳥取縣警察

## 外部連結
- 鳥取県公安委員会 （页面存档备份，存于）